# پاوراسلیو
پاوراسلیو (به انگلیسی: Powerslave) پنجمین آلبومِ گروه موسیقی هوی متالِ انگلیسی، آیرن میدن، است که در سوم سپتامبر ۱۹۸۴ به وسیله ئی‌ام‌آی رکوردز در اروپا و به وسیلهٔ کپیتال رکوردز در ایالات متحده آمریکا منتشر شد.
این آلبوم از اینکه نسبت به آلبومِ قبل تغییری در ترکیب اعضا ایجاد نمی‌شود قابل توجه‌است، که این رویه در دو آلبوم بعدِ گروه نیز ادامه می‌یابد.
طرح جلد این آلبوم به دلیل زمینهٔ مصر باستانی‌اش قابل ذکر است؛ که از آهنگِ همنامِ آلبوم تاثیر گرفته شده‌است، آهنگی که در سراسر تورِ حمایت از این آلبوم با نام «World Slavery» اجرا شد.
این عرضه شامل یک بازگویی موزیکال از اثرِ ساموئل تیلور کالریج با نامِ «The Rime of the Ancient Mariner» در آهنگی با همین عنوان است که از برخی قطعه‌های شعر اصلی به عنوان متنِ آهنگ استفاده شده‌است و علاوه بر آن، دومین آهنگ طولانی آیرن میدن تا به امروز نیز می‌باشد (با ۱۳ دقیقه و ۴۲ ثانیه). تا قبل از عرضه آهنگ (empire if the clouds) که طول آن 18 دقیقه است این آهنگ طولانی ترین آهنگ آیرون میدن بود. 
دو آهنگِ «Aces High» و «2 Minutes to Midnight» بعنوان تک‌آهنگ آلبوم منتشر شدند.

## فهرست ترانه‌ها
1. Aces High (هریس)
2. 2 Minutes to Midnight (اسمییت/دیکینسن)
3. Losfer Words (Big 'Orra) (هریس)
4. Flash of the Blade (دیکینسن)
5. The Duellists (هریس)
6. Back in the Village (اسمیت/دیکینسن)
7. Powerslave (دیکینسن)
8. Rime of the Ancient Mariner (هریس)

## دست‌اندرکاران
- استیو هریس: بیس و همخوان
- دیو مورای: گیتار
- آدرین اسمیت: گیتار و همخوان
- بروس دیکینسن: آواز
- نیکو مک‌برین: درامز